# Jan Očko z Vlašimi
Jan Očko z Vlašimi (Vlašim, ... – Praga, 14 gennaio 1380) è stato un cardinale e arcivescovo cattolico ceco.

## Biografia
Nacque a Vlašim, figlio di Johann von Kamenice und Seč. Il soprannome Očko, proviene dal fatto che egli era rimasto cieco dall'occhio sinistro a seguito di un tentativo di intervento chirurgico.
Fu dapprima notaio e cappellano alla corte di Giovanni I di Boemia. Divenne poi segretario dell'imperatore Carlo IV di Lussemburgo, Nel 1340 divenne prevosto della cappella di Tutti i Santi nel Castello di Praga, quindi nel 1342 canonico a Praga. Ebbe inoltre altre prebende quali canonico di Mělník e di Breslavia. Il 17 novembre 1351 fu nominato arcivescovo di Olomouc, carica che mantenne fino al 1364, quando fu nominato arcivescovo di Praga.
Il 17 settembre 1378 rassegnò le sue dimissioni per motivi di età. Papa Urbano VI lo elevò al rango di cardinale presbitero nel concistoro del 18 settembre 1378, con il titolo cardinalizio dei Santi XII Apostoli. 
Morì il 14 gennaio 1380, probabilmente a Praga.

## Genealogia episcopale
La genealogia episcopale è:
- Arcivescovo Arnošt z Pardubic
- Cardinale Jan Očko z Vlašimi